# Commonwealth Games 1978/Badminton (Mannschaft)
Folgend die Ergebnisse und Platzierungen bei den Commonwealth Games 1978 der Mannschaften im Badminton.

## Ergebnisse

### Vorrunde

#### Gruppe 1
- 1.  Kanada
- 2.  Malaysia
- 3.  Schottland
- 4.  Nordirland
- 5.  Guernsey
- 6.  Isle of Man

#### Gruppe 2
- 1.  England
- 2.  Neuseeland
- 3.  Indien
- 4.  Australien
- 5.  Wales

### Halbfinale
| Mannschaft 1 | Mannschaft 2 | Ergebnis |
| ------------ | ------------ | -------- |
| England      | Malaysia     | 4-1      |
| Kanada       | Neuseeland   | 4-1      |

## Endstand
| Platz    | Name | Land        |
| -------- | --- | ----------- |
| Gold     | Anne Statt, Barbara Sutton, David Eddy, Derek Talbot, Jane Webster, Karen Bridge, Kevin Jolly, Mike Tredgett, Nora Perry, Ray Stevens                   | England     |
| Silber   | Claire Backhouse, Greg Carter, Jamie McKee, Jane Youngberg, Johanne Falardeau, John Czich, Ken Priestman, Lucio Fabris, Sharon Crawford, Wendy Clarkson | Kanada      |
| Bronze   | Abu Bakar Sufian, Chee Geok Whee, Moo Foot Lian, James Selvaraj, Katherine Swee Phek Teh, Saw Swee Leong, Sylvia Ng, Ong Teong Boon                     | Malaysia    |
| 4.       | Alison Branfield, Allison Sinton, Bryan Purser, Mary Livingston, Richard Purser, Ross Livingston, Steve Wilson                                          | Neuseeland  |
| Vorrunde | Audrey Swaby, Joan Jones, Michael Scandolera, Paul Kong, Paul Tyrrell, Peter Cooper, Susan Daly                                                         | Australien  |
| Vorrunde | Brian Jones, Linda Blake, Susan Brimble, Yim Chong Lim                                                                                                  | Wales       |
| Vorrunde | Anne Johnstone, Anthony Dawson, Christine Stewart, Dan Travers, Fraser Gow, Joanna Flockhart, Pamela Hamilton, Billy Gilliland                          | Schottland  |
| Vorrunde | Barbara Beckett, Diane Underwood, Dorothy Cunningham, Frazer Evans, John R. Scott, Bill Thompson                                                        | Nordirland  |
| Vorrunde | David Kennaugh, Dennis Moore, Muriel Cain, Patricia Anderson, Peter Kniveton                                                                            | Isle of Man |
| Vorrunde | Christopher Le Tissier, Graham Martin, Sally Leadbeater, Sandra Tardif                                                                                  | Guernsey    |
| Vorrunde | Ami Ghia, Kanwal Thakar Singh, Partho Ganguli, Prakash Padukone, Syed Modi, Uday Pawar                                                                  | Indien      |